# Ксехасмени
Ксехасмени (на гръцки: Ξεχασμένη) е село в Република Гърция, дем Александрия, област Централна Македония.

## География
Селото е разположено в областта Урумлък (Румлуки), на надморска височина от 20 m, на 15 километра югозападно от Александрия (Гида) и на 15 километра североизточно от Бер (Верия).

## История

### В Османската империя
Храмът „Свети Димитър“ е от 1756 година.
В XIX век Ксехасмени е село в Османската империя. Александър Синве („Les Grecs de l’Empire Ottoman. Etude Statistique et Ethnographique“) в 1878 година пише, че в Ксехасмени (Xéhasméni), Камбанийска епархия, живеят 192 гърци. Според Васил Кънчов („Македония. Етнография и статистика“) в 1900 година Шеразменъ (Ксеразмени) е село в Берска каза и в него живеят 120 гърци християни.
По данни на секретаря на Българската екзархия Димитър Мишев („La Macédoine et sa Population Chrétienne“) в 1905 година в Шеразмен Ксеразмени (Cherazmen Xerazmeni) живеят 200 гърци.

### В Гърция
През Балканската война в 1912 година в селото влизат гръцки части и след Междусъюзническата в 1913 година Ксехасмени остава в Гърция. През 20-те години на XX век в селото са заселени малко гърци бежанци. В 1928 година те са 7 души.
Землището на селото е много плодородно и се произвежда памук, захарно цвекло и други. Населението се занимава и с краварство.
| Име        | Име         | Ново име | Ново име | Описание                                                 |
| ---------- | ----------- | -------- | -------- | -------------------------------------------------------- |
| Церкестико | Τσερκέστικο | Гераки   | Γεράκι   | местност на ЮИ от Ксехасмени, на десния бряг на Бистрица |
| Дрения     | Δρένια      | Дрис     | Δρυς     | местност на СИ от Ксехасмени и на ЮЗ от Лутрос           |

| Година    | 1913 | 1920 | 1928 | 1940 | 1951 | 1961 | 1971 | 1981 | 1991 | 2001 | 2011 | 2021 |
| --------- | ---- | ---- | ---- | ---- | ---- | ---- | ---- | ---- | ---- | ---- | ---- | ---- |
| Население | 374  | 429  | 484  | 698  | 794  | 802  | 737  | 766  | 795  | 700  | 544  | 472  |

## Личности
Родени в Ксехасмени
- Димитриос Кацимбас (Δημήτριος Κατσίμπας), гръцки андартски деец, агент от трети ред[9]